# Anthony Knapp
Anthony William Knapp (Morristown, Nova Jérsei, 2 de dezembro de 1941) é um matemático estadunidense. Trabalhou com a teoria de representação infinitamente dimensional de grupos de Lie.

## Vida
Knapp estudou no Dartmouth College e na Universidade de Princeton, onde obteve um doutorado em 1965 orientado por Salomon Bochner, com a tese Distal Functions on Abelian Groups. De 1965 a 1967 foi C.L.E. Moore instructor no Instituto de Tecnologia de Massachusetts (MIT). Em 1966 publicou o livro Denumerable Markov Chains, em co-autoria com John George Kemeny e James Laurie Snell. Em 1967 foi para a Universidade Cornell. Em 1986 foi Professor da Universidade de Stony Brook, onde foi professor emérito.
Com Elias Stein (Princeton) desenvolveu a teoria dos Intertwining Operators para construção de representações unitárias. Com Gregg Zuckerman completou a classificação das representações temperadas irredutíveis (tempered representations) de grupos de Lie semisimples (1975), que foi usado por Harish-Chandra para seu teorema de Plancherel.
Em 1974 foi palestrante convidado ("Invited Speaker") no Congresso Internacional de Matemáticos em Vancouver (A Szegö kernel for discrete series). Em 1982/83 foi bolsista Guggenheim. Em 1997 recebeu o Prêmio Leroy P. Steele por um de seus livros, Representation Theory of Semisimple Groups. De 1998 a 2001 foi editor do Notices of the American Mathematical Society. É fellow da American Mathematical Society. 

## Obras
- Representation Theory of Semisimple Groups: An Overview Based on Examples. Princeton Landmarks in Mathematics, Princeton University Press, 2001, ISBN 0-691-09089-0.
- Lie Groups Beyond an Introduction. 2ª Edição. Progress in Mathematics, Volume 140, Birkhäuser, Boston, 2002. ISBN 0-8176-4259-5.
- com D. A. Vogan: Cohomological Induction and Unitary Representations. Princeton Mathematical Series Volume 45, Princeton University Press, Princeton, New Jersey, 1995.
- Elliptic Curves. Princeton University Press, 1992.
- Introduction to the Langlands Program, in T. N. Bailey, A. W. Knapp (Editores) Representation theory and Automorphic Forms, Edinburgh 1996, Proc. Symp. Pure Math., Volume 61, AMS 1997, p. 245-302.

## Ligaçõesexternas
- Literatura de e sobre Anthony Knapp (em alemão) no catálogo da Biblioteca Nacional da Alemanha
- Knapp: Group Representations and Harmonic Analysis from Euler to Langlands. Parte 1, Parte 2. Notices of the AMS 1996.